# Валансе (сыр)
Валансе́ (фр. Valençay) — французский сыр из козьего молока, изготовленный в форме усечённой пирамиды весом 250 г и высотой около 7 см. Валансе является визитной карточкой провинции Берри, в которой производят и другие известные козьи сыры (Пулиньи-Сен-Пьер, Левру).
По легенде, изначальная форма сыра была пирамидальной, однако у Наполеона, вернувшегося после провальной Египетской кампании, это вызвало неприятные воспоминания, и он отрубил саблей верхушку. Согласно другой легенде, сыр повторяет форму колокольни в деревне Валансе.
Производство ведётся летом и осенью. Сыр созревает в течение 4—5 недель в хорошо проветриваемой сушильне; благодаря таким условиям он покрывается тонкой корочкой с голубоватой плесенью. Для того, чтобы лучше сохранить вкусовые качества сыра, его обсыпают древесной золой.
Валансе имеет нежный, немного сладковатый вкус, отдающий лесным орехом. С ним хорошо сочетается местное белое вино Sancerre.

## Литература

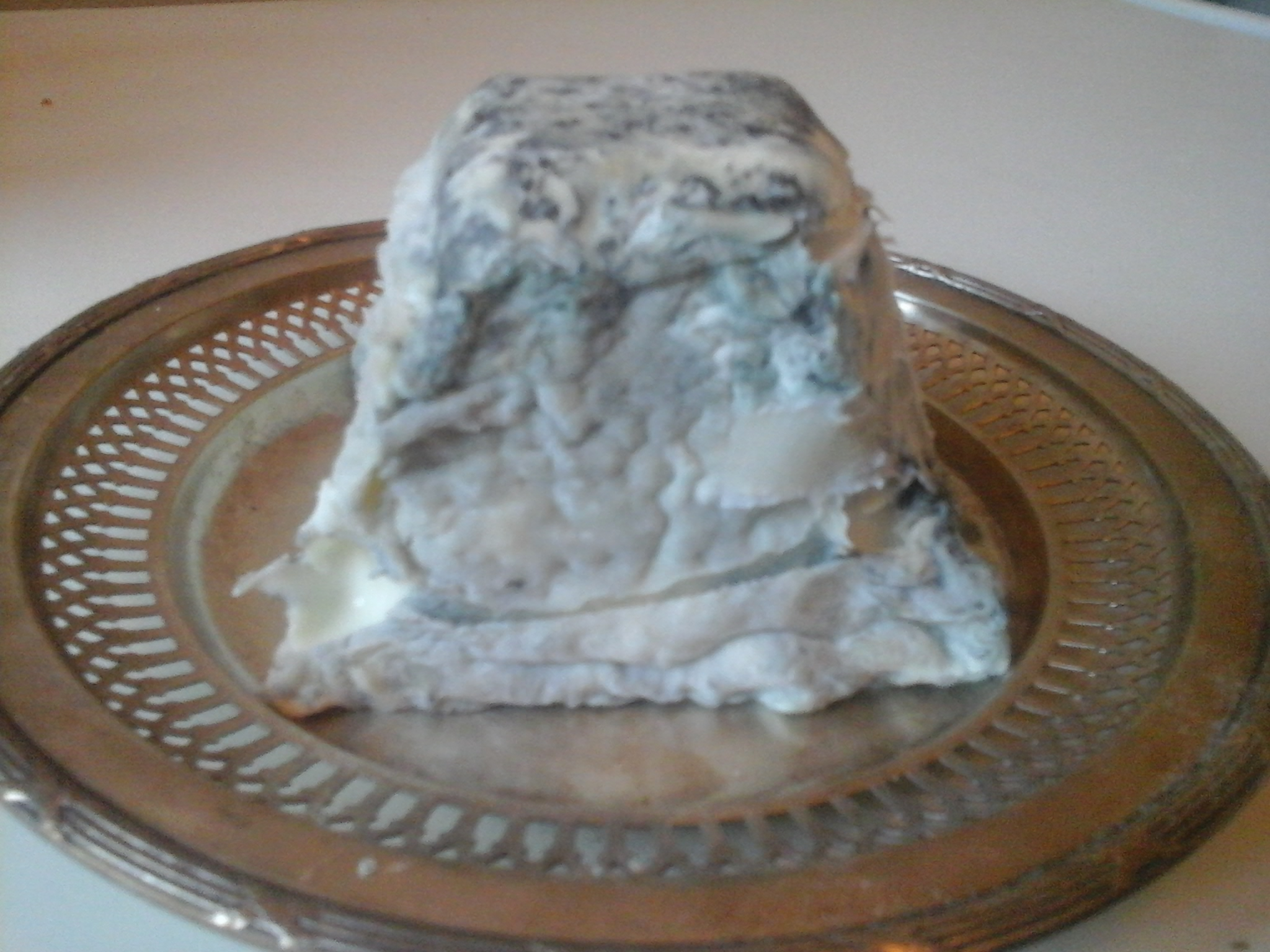